# Maso
Maso is een geslacht van spinnen uit de familie hangmatspinnen (Linyphiidae).

## Soorten
De volgende soorten zijn bij het geslacht ingedeeld:
- Maso alticeps (Emerton, 1909)
- Maso douro Bosmans & Cardoso, 2010
- Maso gallicus Simon, 1894
- Maso krakatauensis Bristowe, 1931
- Maso navajo Chamberlin, 1949
- Maso politus Banks, 1896
- Maso sundevalli (Westring, 1851)